# Weilheim (powiat Waldshut)
Weilheim – miejscowość i gmina w Niemczech, w kraju związkowym Badenia-Wirtembergia, w rejencji Fryburg, w regionie Hochrhein-Bodensee, w powiecie Waldshut, wchodzi w skład wspólnoty administracyjnej Waldshut-Tiengen. Leży nad rzeką Schlücht, ok. 3 km od Waldshut-Tiengen.

## Współpraca
Miejscowość partnerska:
- Baden, Francja